# Isla Schwarz
La Isla Schwarz es una pequeña isla ubicada en la costa centro-norte de la Provincia de Santa Cruz (Argentina). Su ubicación geográfica es a 35 kilómetros al sur de la ciudad de Puerto Deseado, y a aproximadamente 500 metros de la costa continental. Se encuentra en el extremo sur de la bahía de los Nodales, frente a la Punta Medanosa, y a 2 kilómetros al norte de la Isla Liebres. Sus dimensiones aproximadas son 470 metros en sentido norte-sur por 410 metros en sentido este-oeste.
Se trata de una isla rocosa que presenta restingas en sus costas y una cubierta sedimentaria de origen eólico que conforman médanos. Se caracteriza por la existencia de colonias de cría de cormorán bigúa (Phalacrocorax olivaceus). También en esta isla existe una importante colonia de nidificación de pingüinos de Magallanes (Spheniscus magellanicus), contándose hasta 11.000 parejas reproductivas.